# Las Virtudes (dúo)
Las Virtudes fue un dúo humorístico español, integrado por Soledad Mallol y Elena Martín.

## Historia
Las dos actrices se conocieron interpretando la obra de teatro La Orestiada, donde trabaron amistad y decidieron, en 1986, formar el dúo.
Ataviadas con sendas pelucas negras, han hecho un humor surrealista.
Muy populares a finales de los años ochenta y principios de los noventa, sobre todo por sus apariciones en televisión. El dúo presentó varios programas como Ni a tontas, ni a locas (1989), en TVE, Flipping con el zapping (1991) y Va de vicio (1992), ambos en Telemadrid y Burbujas (1993) o Un millón de gracias (1995), en Antena 3.
Igualmente han representado varios espectáculos sobre el escenario: Virtudes virtuales, Coge el liguero y corre (1995), Virtudes en la selva, Las Virtudes y la bestia, Virtudes Deluxe, La isla de Las Virtudes, Gran Hermano VIP (VIrtudes Primero)  y Érase una vez Virtudes.
Tras unos años de alejamiento profesional, en 2005 volvieron a unir sus talentos en el espectáculo Las Virtudes: El Regreso, al que seguiría Calipso, en 2006.
Ambas escribieron, además, el libro Rímel y castigo (2002).
Aparecieron a finales de 2008 en Escenas de matrimonio como Marina (Soledad Mallol) desde 2007 y su compañera (Elena Martín)
En 2012 reaparecen en televisión, colaborando en la gala en homenaje a Miguel Gila ¡Arriba ese ánimo!, emitida por Televisión española.
En 2014 vuelven a la televisión apadrinando al pueblo Alanís (Sevilla) en el programa El pueblo más divertido de España en TVE